# Max Auer (Musikwissenschaftler)
Maximilian "Max" Josef Auer (* 6. Mai 1880 in Vöcklabruck; † 24. September 1962 in Bad Ischl) war ein österreichischer Musikwissenschaftler.

## Leben
Auer hatte 1900 den Beruf des Volksschullehrers erlernt. Durch ein Selbststudium bildete er sich im Bereich Musik weiter und war parallel von 1901 bis 1927 Chormeister der Liedertafel in Vöcklabruck. In den Jahren 1911/12 legte er die Staatsprüfungen in Gesang, Klavier und Orgel ab, wurde 1924 zum Professor ernannt und gründete 1930 einen musikwissenschaftlichen Verlag. Er war der erste Präsident der Internationalen Bruckner-Gesellschaft, deren Mitbegründer er war. Er gilt als einer der bedeutendsten Biographen von Anton Bruckner.

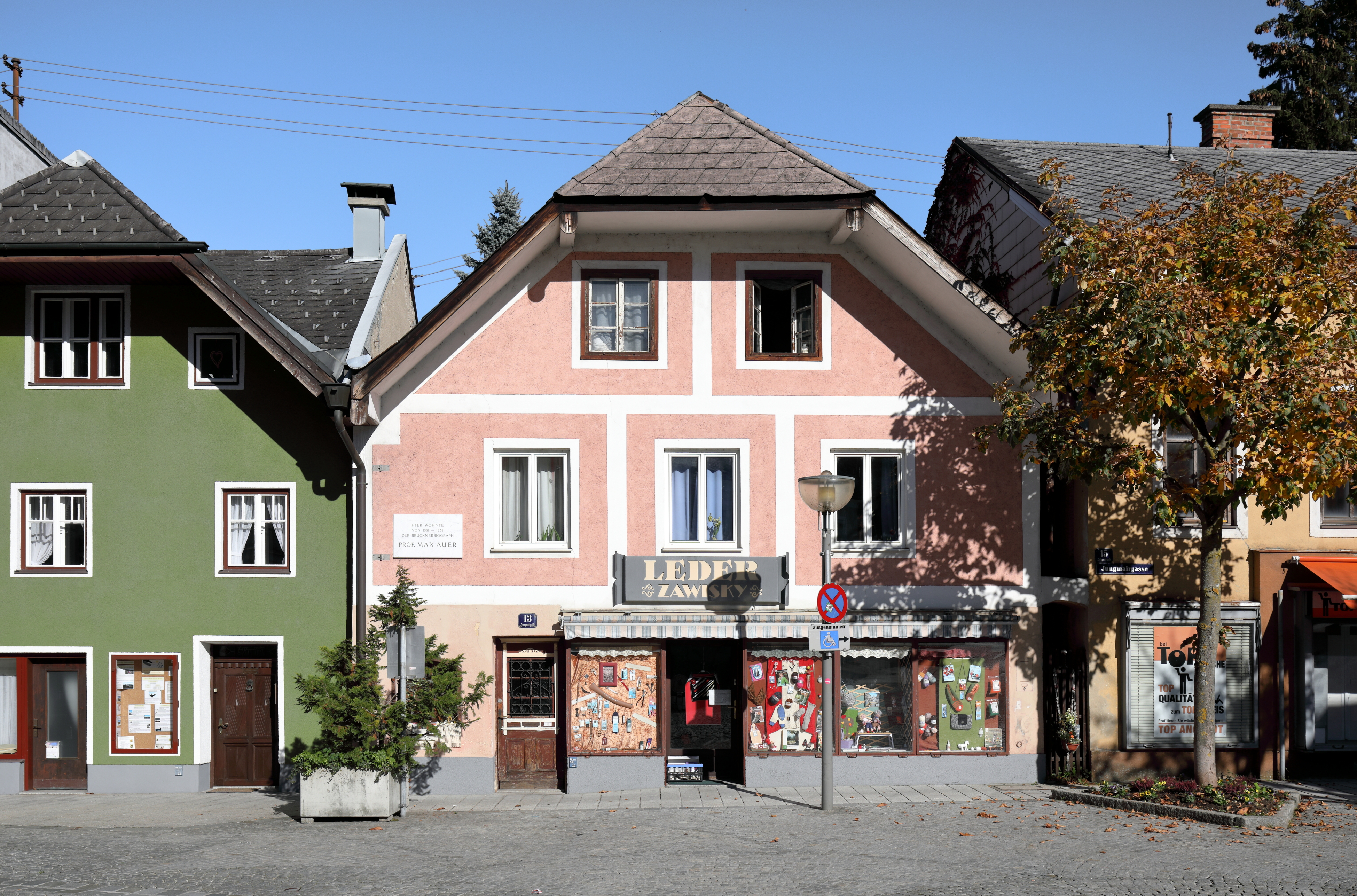
Wohnstätte von Max Auer in Vöcklabruck (1881–1938)

Seine Sammlung von Bruckner-Handschriften hinterließ er der Österreichischen Nationalbibliothek.
Sein Grab befindet sich auf dem Friedhof Bad Ischl.

## Veröffentlichungen
- 1923: Anton Bruckner: Leben und Schaffen
- 1924: Bruckners Gesammelte Briefe
- 1927: Anton Bruckner als Kirchenmusiker